# Халльбергмос
Халльбергмос (нем. Hallbergmoos) — община в Германии, в земле Бавария.
Подчиняется административному округу Верхняя Бавария. Входит в состав района Фрайзинг. Население составляет 9266 человек (на 31 декабря 2010 года). Занимает площадь 35,06 км².

## История
Коммуна была основана путешественником и писателем Теодором фон Халльберг-Бройх, известным также как «Гаутингский отшельник».

## O2 Surftown MUC

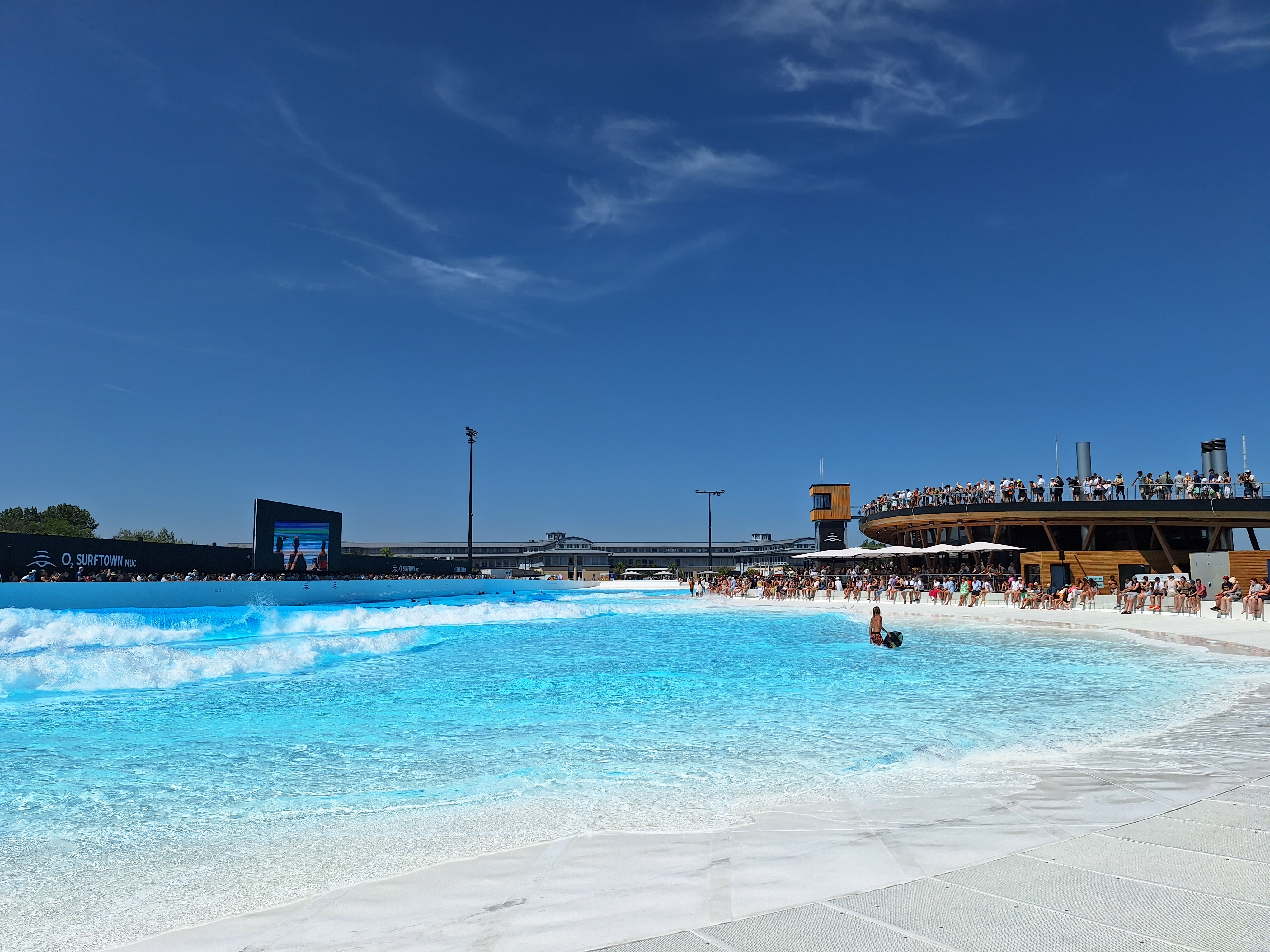
O2 Surftown MUC - бассейн для сёрфинга.

В Халльбергмосе находится самый большой в Европе бассейн для сёрфинга с искусственной океанской волной. Площадь бассейна 10 тысяч м2. Торжественное открытие состоялось в субботу, 10 августа 2024 года.